# Division de forteresse Swinemünde
La  Division de forteresse Swinemünde  (en allemand : Festungs-Division Swinemünde) est une des divisions d'infanterie de la Wehrmacht durant la Seconde Guerre mondiale.

## Création
La Festungs-Division Swinemünde est formée en janvier 1945 par le commandement naval de Poméranie dans le secteur de Świnoujście (en allemand : Swinemünde) en Pologne.
Elle est capturée par l'Armée rouge en avril 1945.

## Organisation

### Commandants
| Date                        | Grade        | Commandant  |
| --------------------------- | ------------ | ----------- |
| 15 mars 1945 - ? avril 1945 | Generalmajor | Arthur Kopp |

## Théâtres d'opérations
- Nord de l'Allemagne : janvier 1945 - avril 1945

## Ordres de bataille
- Festungs-alarm-Regiment 1
- Festungs-Alarm-Regiment 2
- Festungs-Alarm-Regiment 3
- Festungs-Alarm-Regiment 4
- Festungs-Alarm-Regiment 5
- Küsten-Artillerie-Lehr-Abteilung